# Polymixis styriaca
Polymixis styriaca är en fjärilsart som beskrevs av Hoffmann 1911. Polymixis styriaca ingår i släktet Polymixis och familjen nattflyn. Inga underarter finns listade i Catalogue of Life.